# María Luisa Bemberg
María Luisa Bemberg (Buenos Aires, 14 aprile 1922 – Buenos Aires, 7 maggio 1995) è stata una regista cinematografica e sceneggiatrice argentina.
Nel 1985 il suo film Camilla - Un amore proibito è stato candidato all'Oscar al miglior film straniero.

## Filmografia

### Regista
- Momentos (1981)
- Señora de nadie (1982)
- Camilla - Un amore proibito (Camila) (1984)
- Miss Mary (1986)
- Yo, la peor de todas (1990)
- Di questo non si parla (De eso no se habla) (1993)